# Clossiana pernimia
Clossiana pernimia är en fjärilsart som beskrevs av Hans Fruhstorfer 1922. Clossiana pernimia ingår i släktet Clossiana och familjen praktfjärilar. Inga underarter finns listade i Catalogue of Life.